# Palazzo dei Sindacati
Il Palazzo dei Sindacati è un palazzo di Lastra a Signa sede della Società Ricreativa e Assistenziale di Ponte a Signa.

## Storia
Progettato nel 1928 dall'architetto Adolfo Coppedé è stato la sede dei sindacati fascisti della zona. Attualmente destinato all'uso di asilo nido, è gestito dalla Società Ricreativa e Assistenziale di Ponte a Signa e Skolé che vi promuovono iniziative per bambini e ragazzi .

## Descrizione
In stile neoclassico semplificato segue i principi del Monumentalismo italiano.

### Interno
L'interno del palazzo è molto semplice: c'è una grande sala centrale alta quanto tutto il palazzo e sale minori a destra e a sinistra su due piani.
Nell'ampio salone era presente un enorme mosaico come pavimento, visibile fino agli anni '60, poi ricoperto dal pavimento attuale.

### Esterno
Le decorazioni esterne sono ispirate all'architettura romana, con la facciata principale che presenta due bassorilievi raffiguranti San Martino di Tours e San Giorgio, seguendo l'impostazione di un tempio pagano.
Sotto le finestre della facciata sono presenti due aquile, mentre due fasci littori, distrutti dopo la liberazione, incastonavano il portone centrale.
Rimangono poi le basi di due colonne allegoriche, un tempo sovrastate da una grossa pigna che incorniciavano la facciata, alla base delle quali è incisa la frase Romana Species.
Sul retro presenta una terrazza con piazzale circondato da muri funzionali anche come arginatura dell'Arno. Sul muro ovest è presente invece un palcoscenico.

## Galleria d'immagini

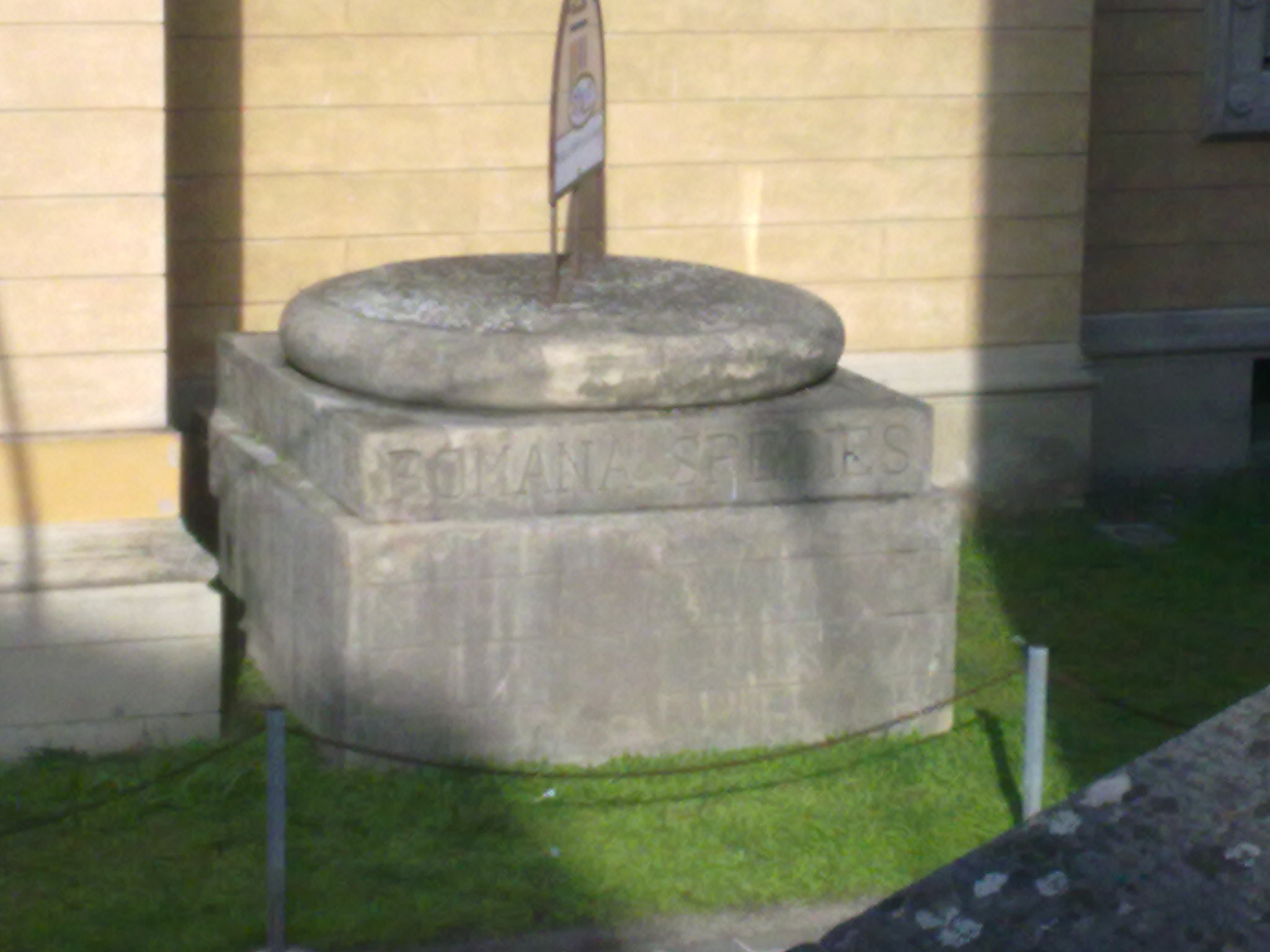
Base di colonna
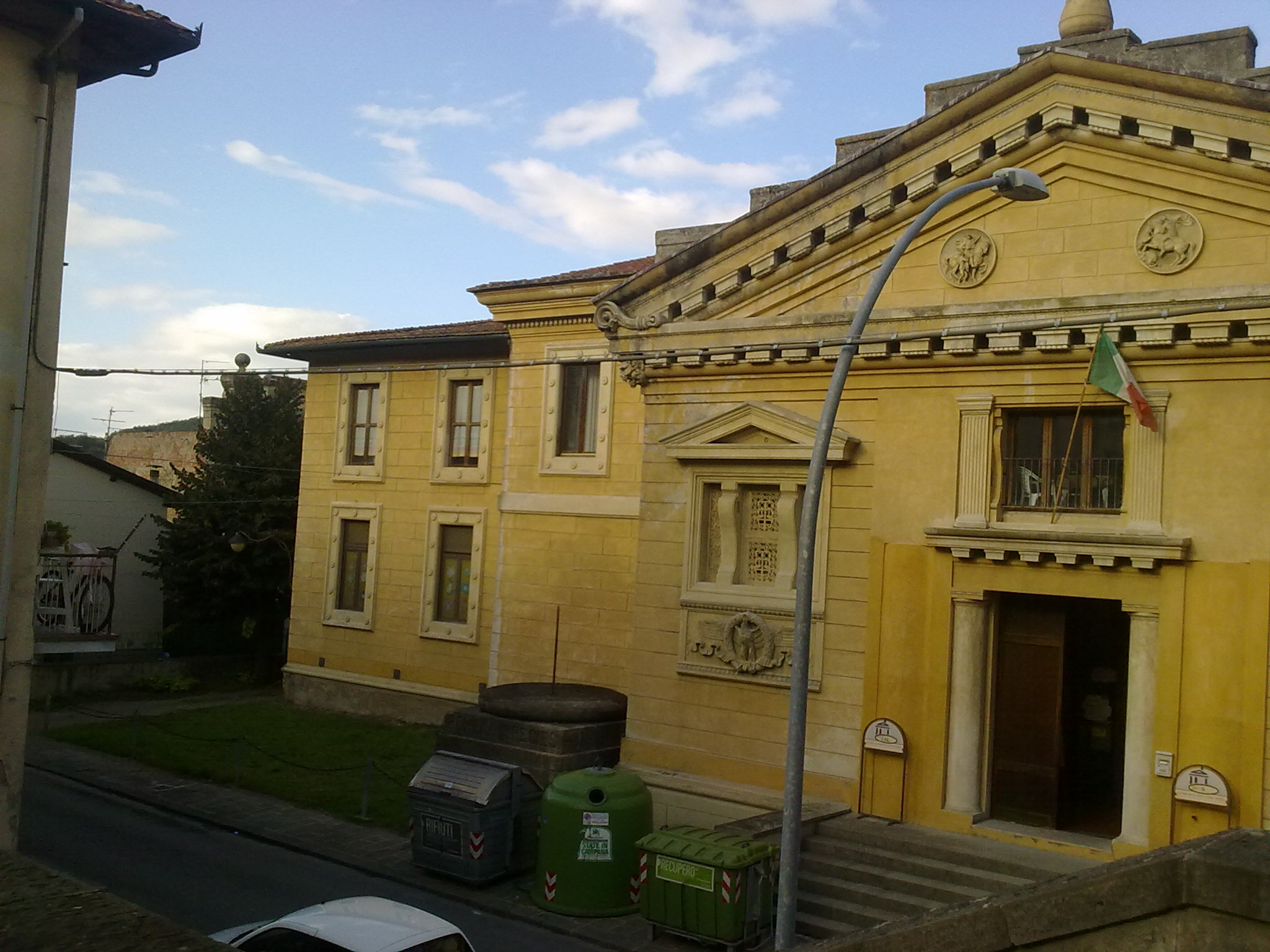
Parte sinistra e centrale della facciata